# Флаг Новолялинского муниципального округа
Флаг Новоля́линского городского округа является официальным символом муниципального образования Новолялинский городской округ Свердловской области Российской Федерации.
Флаг утверждён 11 декабря 2004 года как флаг муниципального образования Новолялинский район (после муниципальной реформы — Новолялинский городской округ) и внесён в Государственный геральдический регистр Российской Федерации с присвоением регистрационного номера 1740.

## Описание
«Прямоугольное синее полотнище с соотношением сторон 2:3, имеющее у древка белую полосу с краем в виде расширяющихся зубцов; габаритная ширина полосы — 1/8 длины полотнища. По центру полотнища помещено изображение фигур районного герба (змей, идущий по скрещённым брёвнам), выполненное жёлтым, белым и красным цветами.
Оборотная сторона зеркально воспроизводит лицевую».

## Обоснование символики
Дракон и перекрещённые бревна символизируют разнообразные этапы цикла лесозаготовки и переработки, представленные в районе единым комплексом.
Брёвна — собственно лесозаготовка; красные капли — сбор живицы.
Гребень дракона указывает на механическую обработку древесины, исторгаемые им пламена — на химическое (гидролиз, целлюлоза) производство, а спираль хвоста — на производство бумаги.
Мебельное производство обозначено белой зубчатой полосой (мебельный шип).